# Eunidia subsimilis
Eunidia subsimilis là một loài bọ cánh cứng trong họ Cerambycidae.